# 藤井寺 (吉野川市)
藤井寺（ふじいでら）は、徳島県吉野川市鴨島町飯尾にある臨済宗妙心寺派の寺院。金剛山（こんごうざん）と号す。本尊は薬師如来。四国八十八箇所第十一番札所。なお、四国八十八箇所のうち、寺号の「寺」を「じ」でなく「てら」と読むのは本寺だけである。また、御朱印として押される寺号の印は正式名の「藤井禪寺」である。
- 本尊真言:おん ころころ せんだりまとうぎ そわか
- ご詠歌:色も香（か）も無比中道（むひちゅうどう）の藤井寺　真如（しんにょ）の波のたたぬ日もなし
- 納経印：当寺本尊、奥之院大日如来

## 歴史
弘仁6年（815年）に空海（弘法大師）がこの地で自らの厄祓いと衆生の安寧を願い、薬師如来像を刻んで堂宇を建立、山へ2町入ったところの八畳岩に金剛不壊といわれる護摩壇を築き一七日（7日間）の修法を行ったのが開創であると伝えられる。このとき空海が堂宇の前に藤を植えたことから藤井寺と号したという。
以来、真言密教の道場として七堂伽藍を持つ寺に発展した。
天正年間（1573年 – 1592年）に長宗我部元親の兵火によって焼失した。澄禅の『四国辺路日記』（1653年巡拝）には「三間四面の草堂也、仏像は朽ちる堂の隅に山の如くに積置きたる……」と記される状態であったが、延宝2年（1674年）に臨済宗慈光寺の南山祖団禅師が再興し、それゆえ臨済宗に改められたが、天保3年（1832年）に再び火災によって本尊以外は全焼、その後万延元年（1860年）に再建されたのが現在の伽藍である。

## 境内
- 山門
- 本堂：本堂内中央に前立本尊が拝観できる。地元出身画家の作による雲龍の絵が天井いっぱいに描かれている。
- 大師堂：大師像を拝観できる。
- 経木流堂：先祖供養と水子供養の水掛地蔵が二体
- 不動堂：不動明王立像が二体
- 白龍弁財天堂：八本の手を持つ白龍弁財天が祀られている。
- 鐘楼
- 藤棚（弘法大師お手植えの藤）
- 猿田彦大神の石

山門を入ると右側に「弘法大師お手植え」と伝えられている藤の藤棚があり、その後に鐘楼がある。参道は先で右に折れ左側に手水場、水掛け地蔵、不動堂、白龍弁財天堂が並び、最奥に本堂が建つ。本堂手前右側に大師堂がある。納経所は手水場の向かいにある。
- 宿坊：なし。
- 駐車場：門前に民間有料駐車場あり（普通車・軽300円、二輪車100円、キャンピング車500円、マイクロバス1,000円、バス1,500円、料金は交渉にて車連泊可）

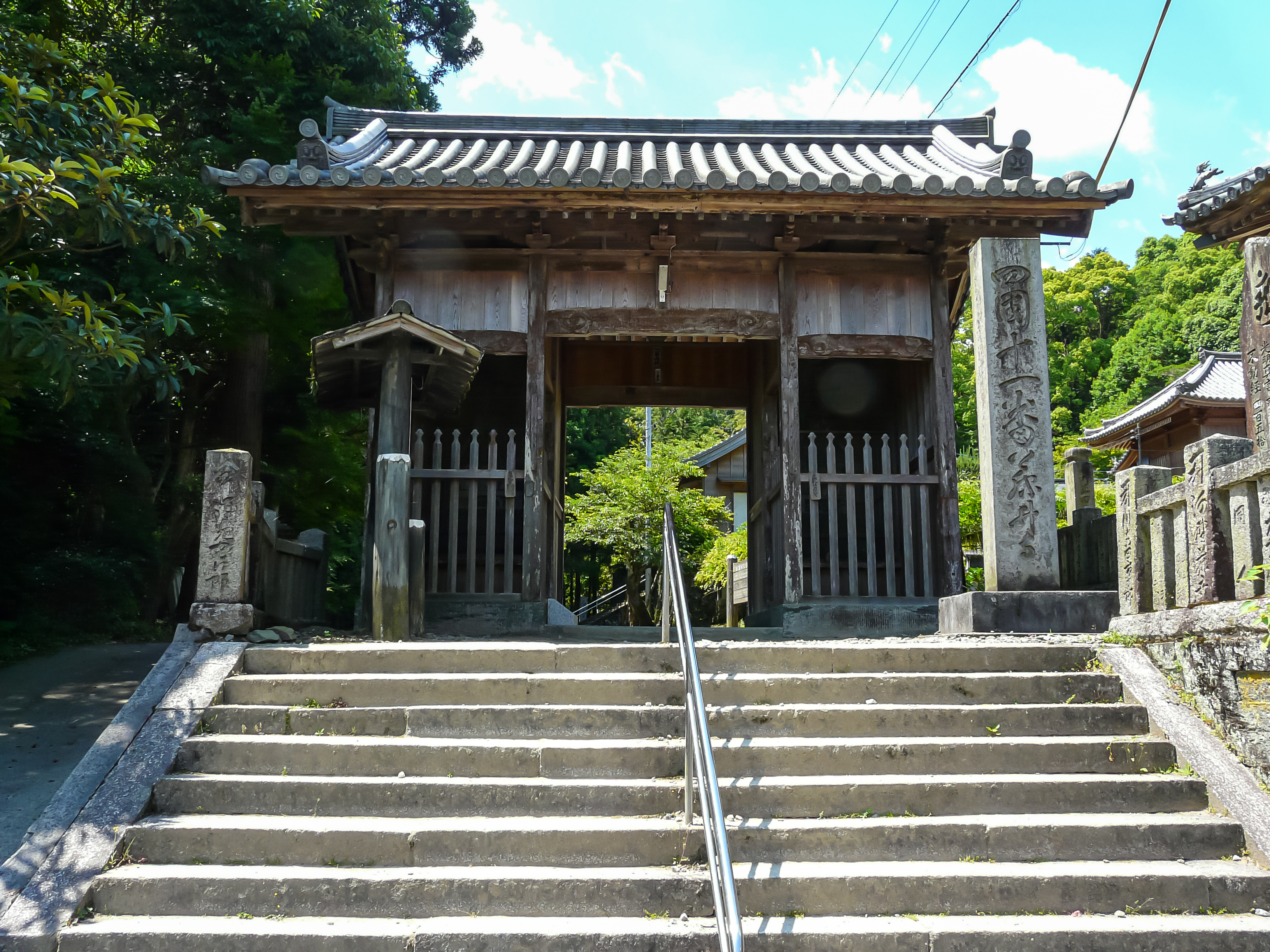
山門
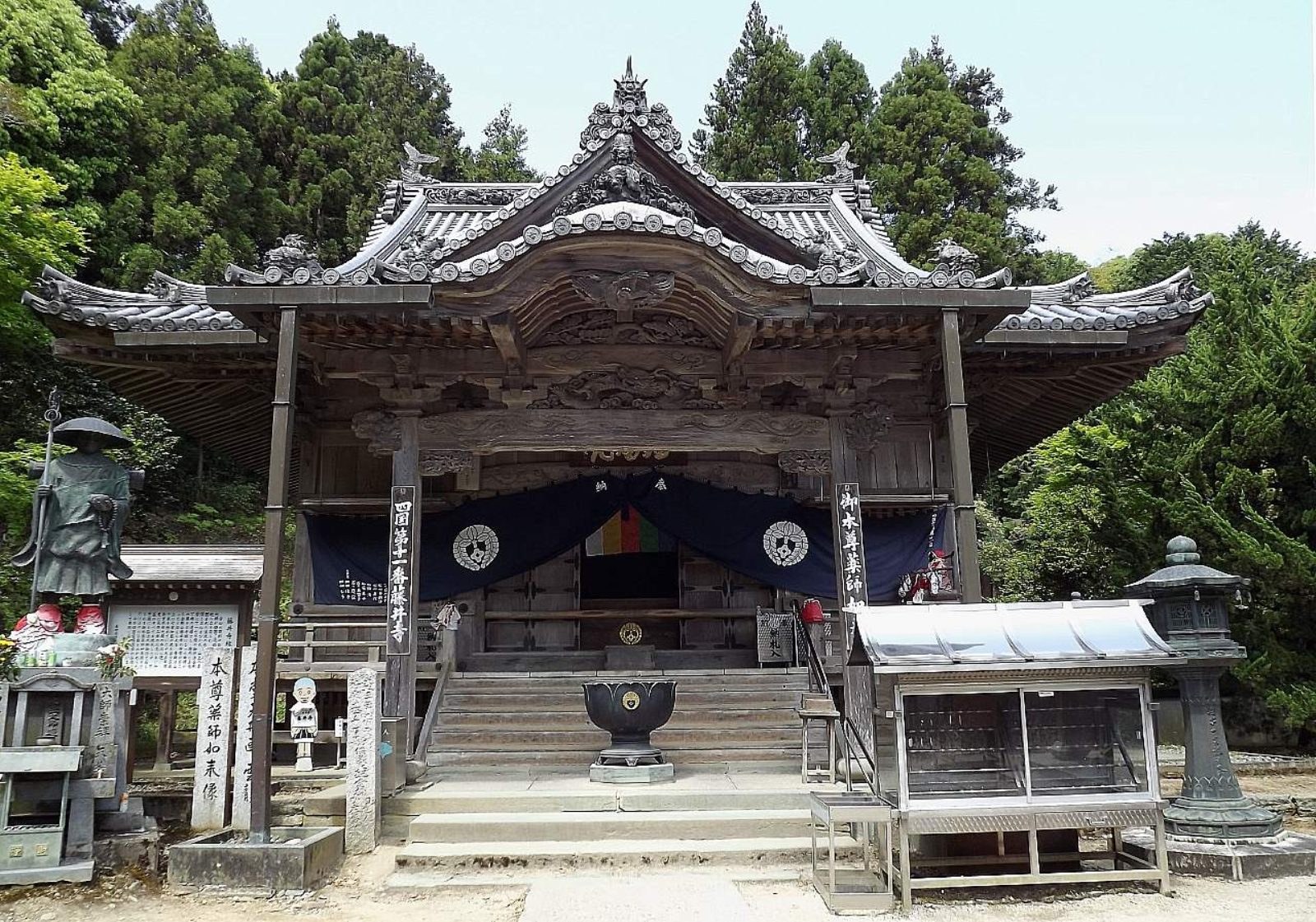
本堂
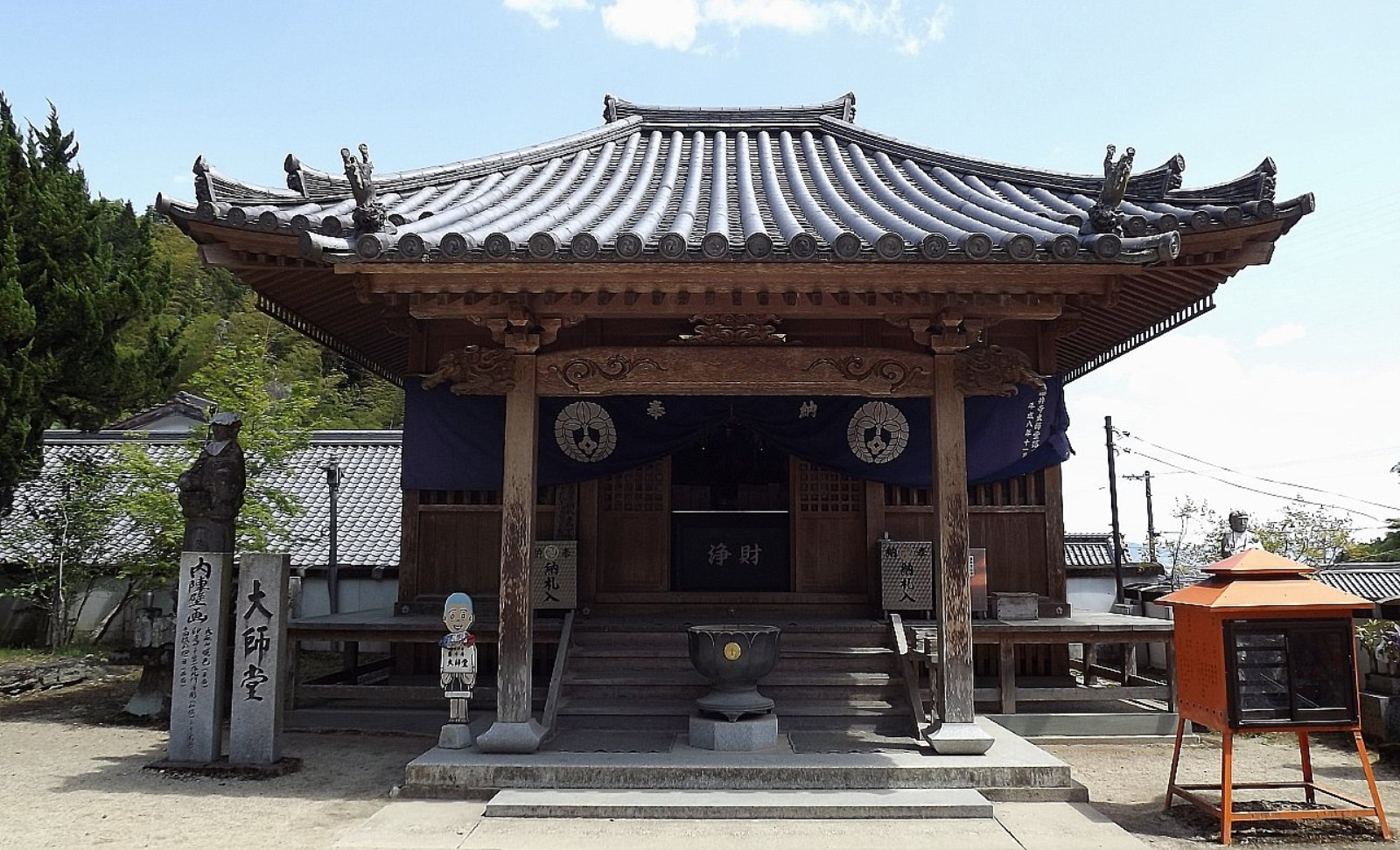
大師堂
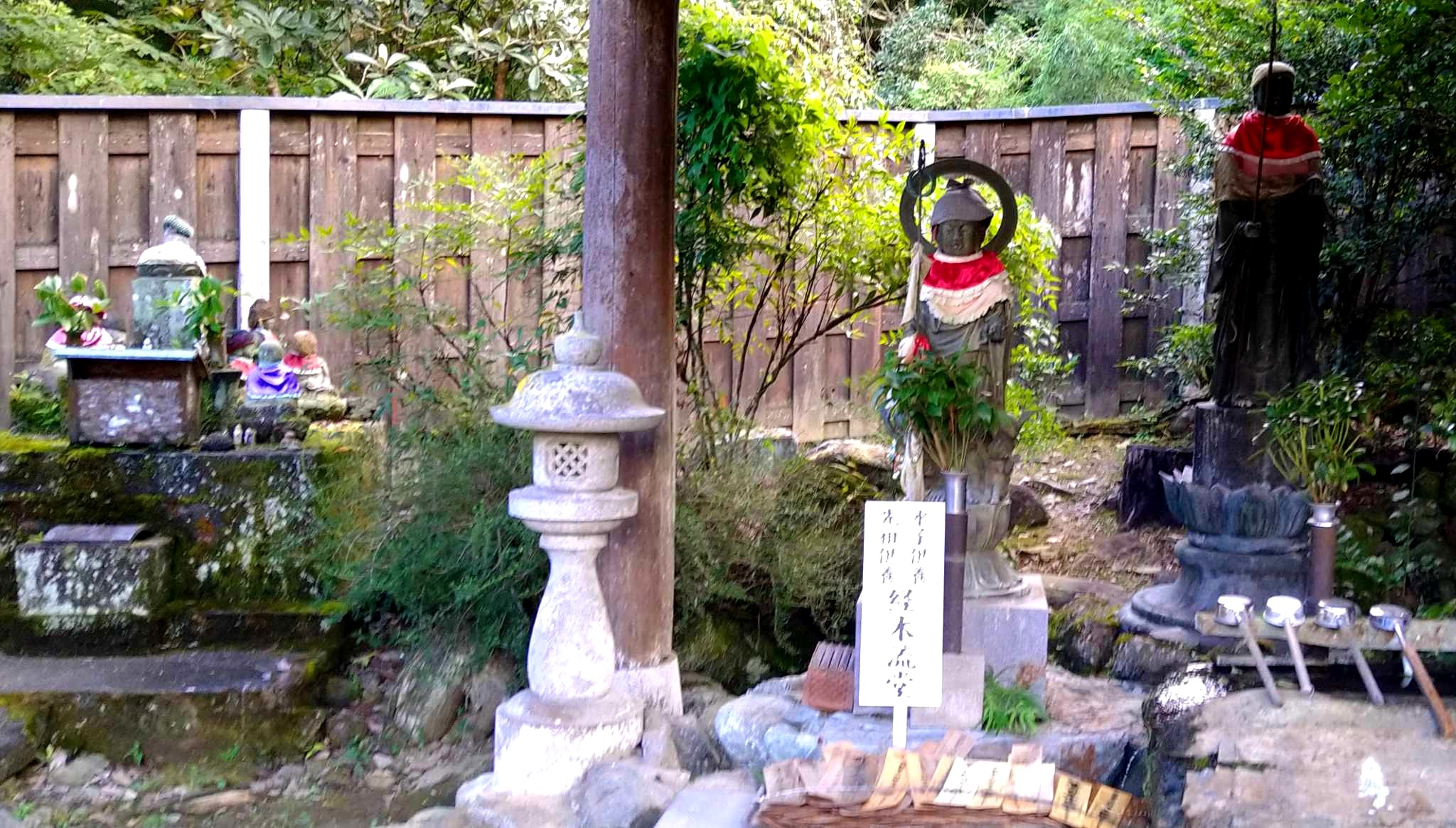
経木流堂
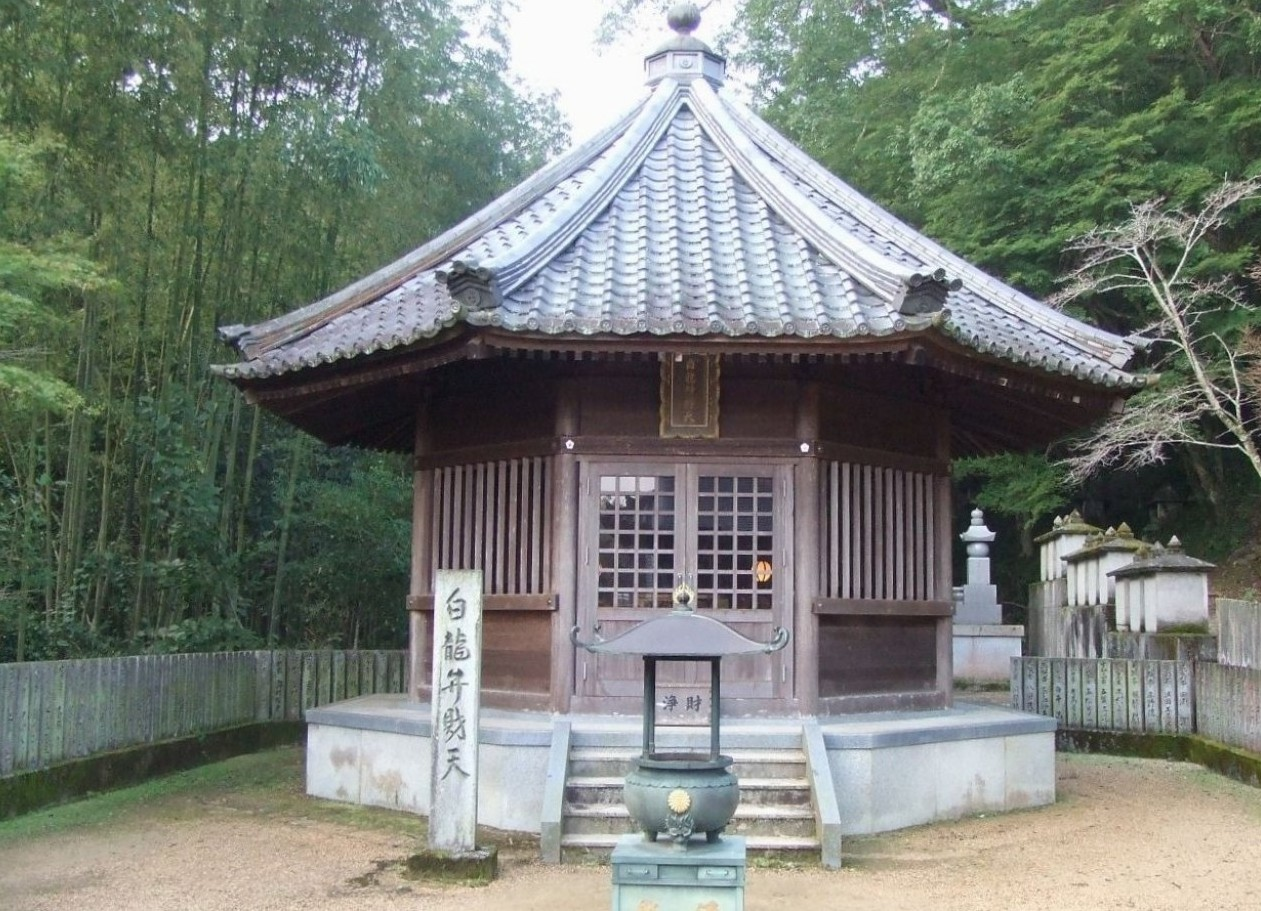
白龍弁財天堂
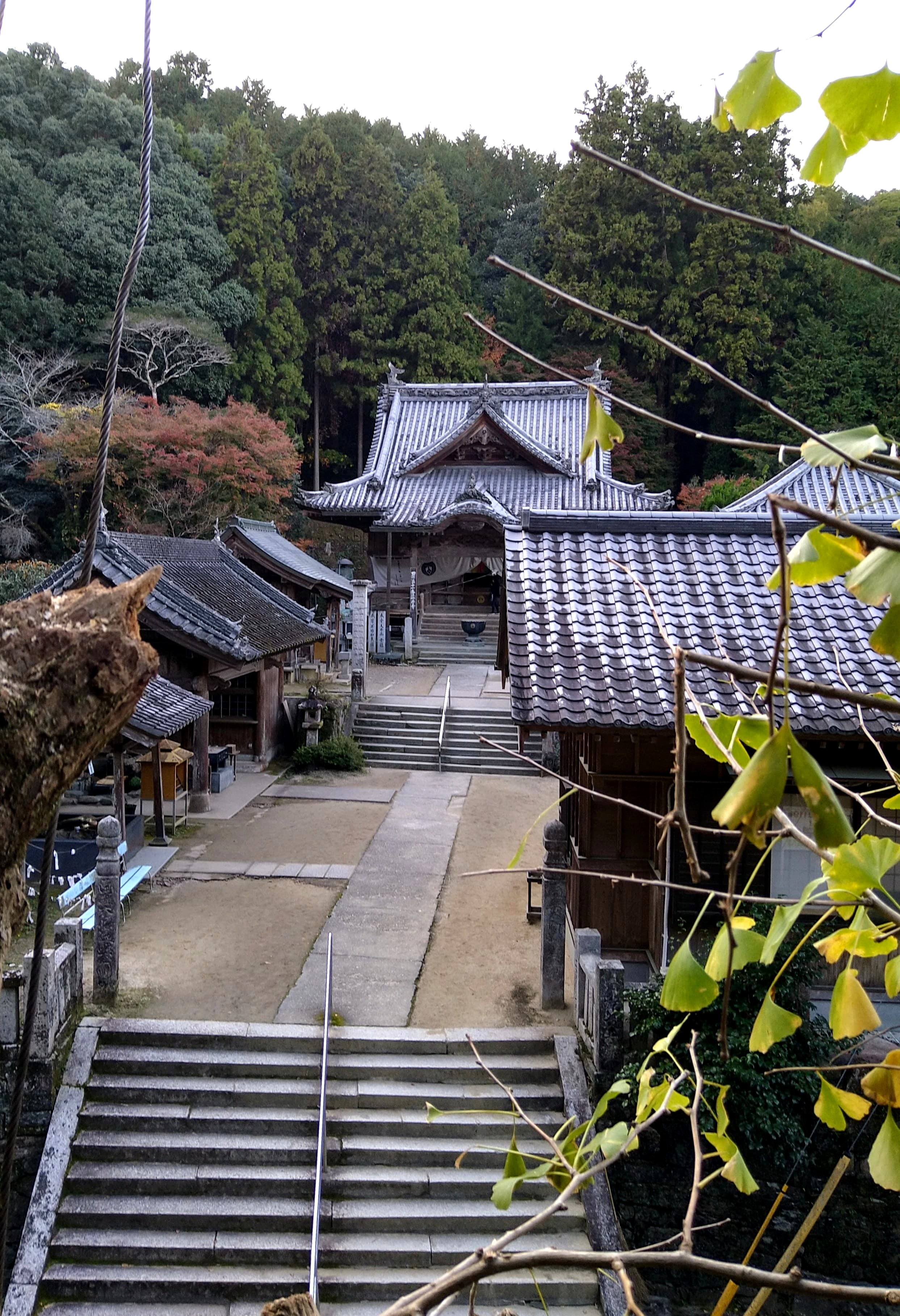
境内
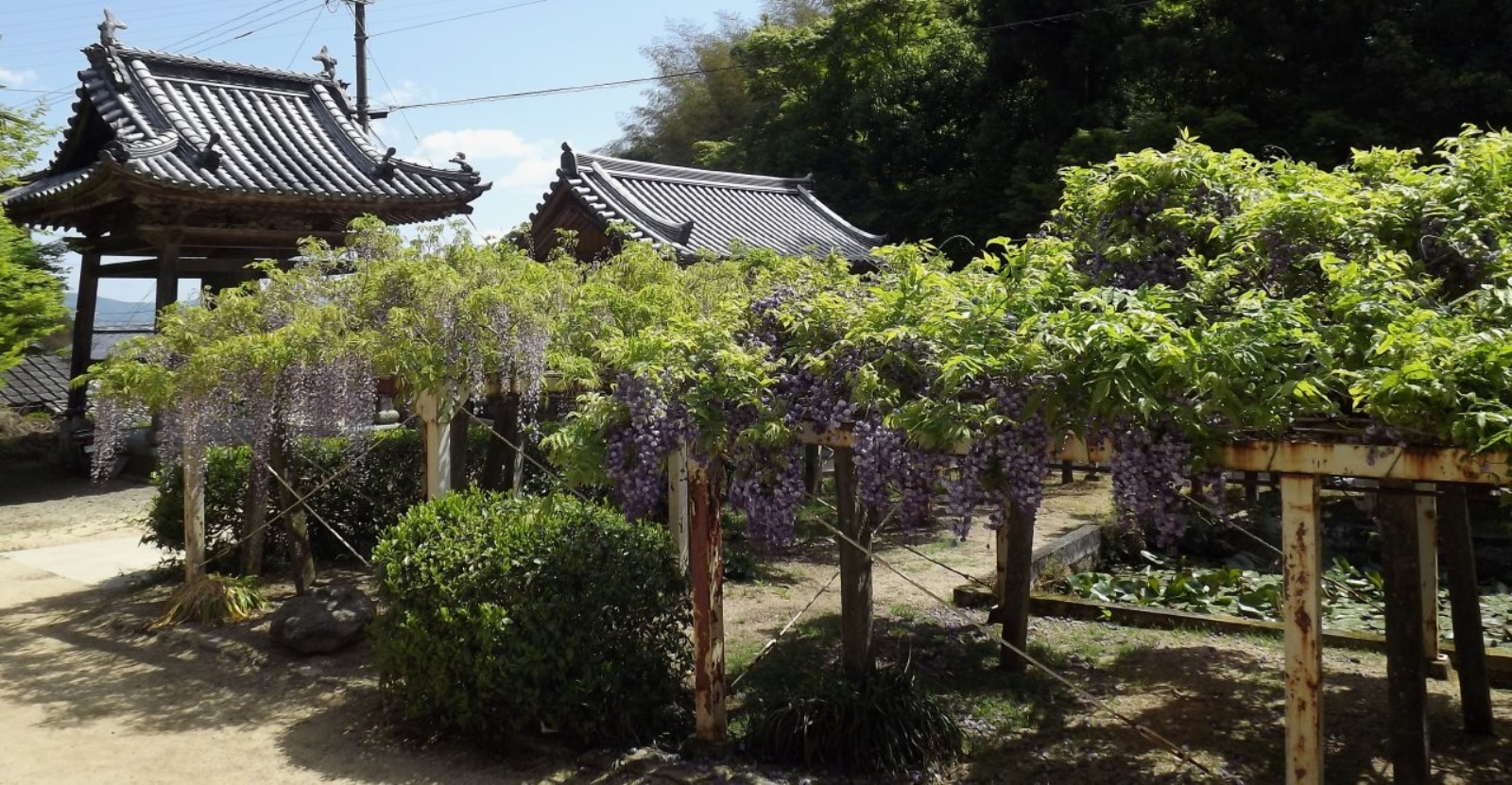
藤棚

## 文化財
重要文化財
- 木造釈迦如来坐像（寺伝薬師如来像） - 榧の一木造り、素地、像高86.7cm。本堂裏にある収蔵庫に収められている秘仏であり通常は公開されていない。薬師如来像として祀られているが、像内部の墨書銘に、「仏師経尋、尺迦仏、久安4年（1148年）」などが読み取れ、元来釈迦如来像として造立されたことがわかる。重要文化財指定名称も「木造釈迦如来坐像」である。また、膝裏の墨書から天文18年(1549年）に現在の形に改変されたことがわかる。平安時代末期の、制作年・作者が明らかな基準作として貴重である。明治44年8月9日指定[2][3]

## 交通案内
鉄道
- 四国旅客鉄道（JR四国） 徳島線 - 鴨島駅下車 (2.8 km)、西麻植駅下車 (3.0 km)

バス
- 徳島バス 鴨島線「上下島」下車 (2.1 km)

自動車
- 一般道：徳島県道240号西麻植下浦線 飯尾敷地 (1.3 km)
- 自動車道：徳島自動車道 土成IC (7.9 km)

## 奥之院
鎮守弁財天祠・大日如来祠
焼山寺への遍路道に入ると幽玄霊谷に入り込む、そこには八十八箇所本尊を祀った祠が点在し、さらに、西国三十三所の祠がある。その先に、空海（弘法大師）が修行したといわれる八畳岩が渓流の上にあり、その岩の上には鎮守弁財天が祀られた祠がある。空海はかつて高野山開創の時に三七二十一日の護摩修法で護法神を定められんとして満願の日に大日如来示現し弁財天が最上である告げたことにならい当山も弁財天を勧請したという。さらにその先に進むと、奥之院の祠があって中に大日如来と弘法大師の石像が祀られ、その奥横に虚空蔵菩薩石像が立つ。
なお、納経は藤井寺納経所にて実施している。

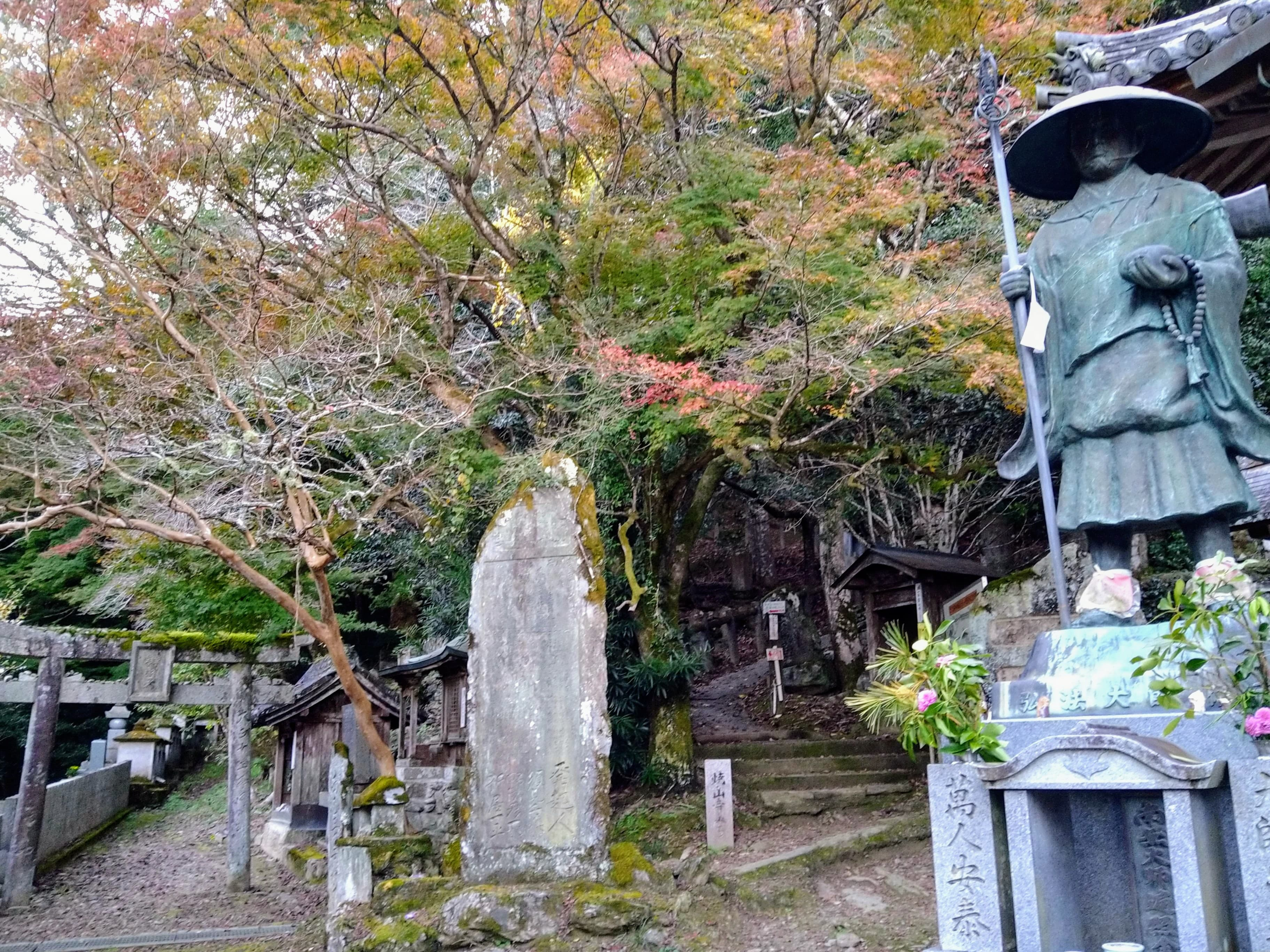
弁財天の扁額の鳥居の先が奥之院、右上は焼山寺へ
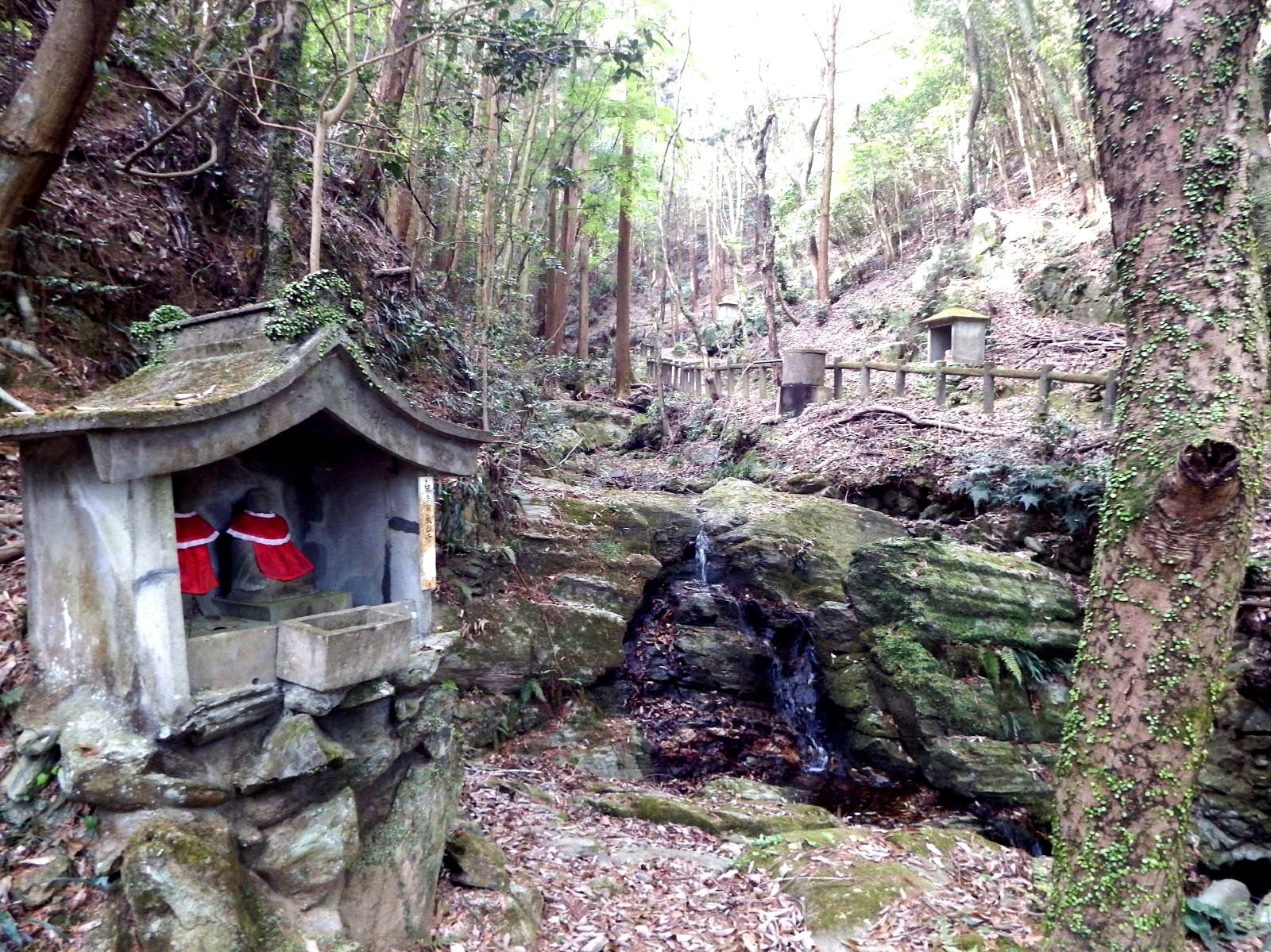
境内から約二百ｍ奥の渓谷
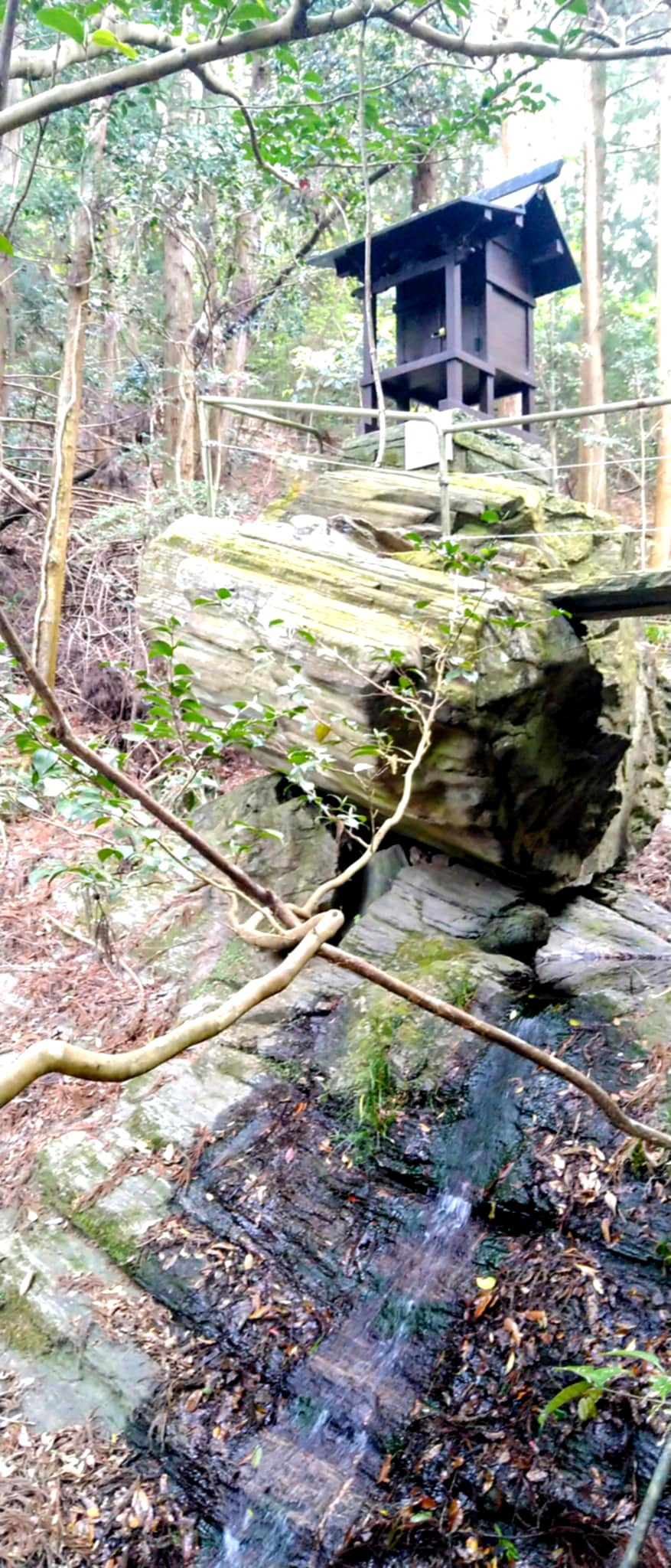
八畳岩の上にステンレス製の鎮守弁財天祠
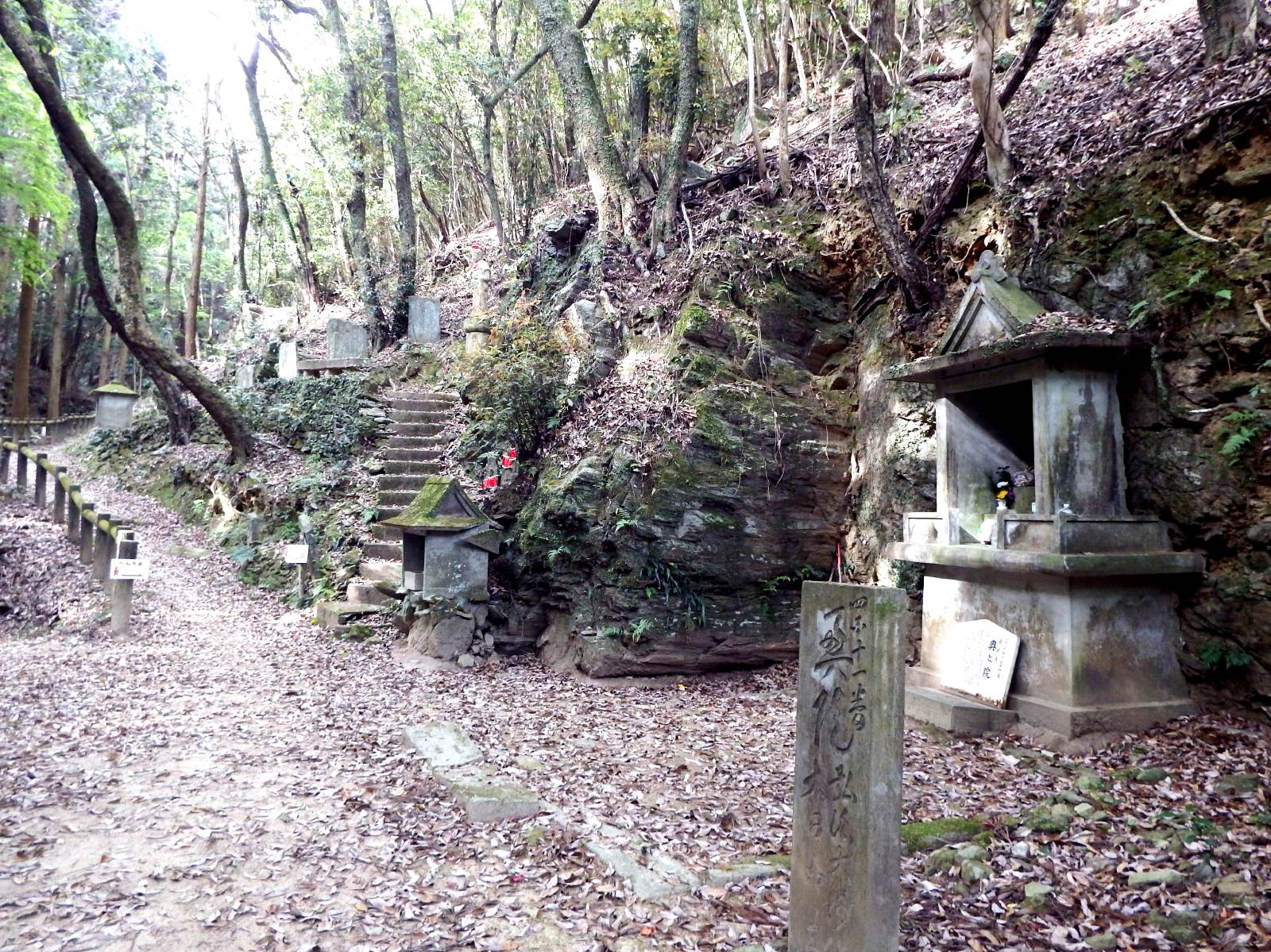
境内から約五百ｍ奥の奥之院エリア

## 前後の札所
四国八十八箇所
10 切幡寺 -- (9.3km) -- 11 藤井寺 -- (12.9km) -- 12 焼山寺